# Patriarcado das Índias Orientais
O Patriarcado Titular das Índias Orientais é um patriarcado titular da Igreja Católica do rito romano. O título de Patriarca das Índias Orientais é a dignidade atribuída, na hierarquia da Igreja Católica, ao Arcebispo de Goa e Damão, na Índia; outro título comumente usado pelo Patriarca até à ereção da arquidiocese em Patriarcado, em 1886, era o de Primaz das Índias ou Primaz do Oriente.
A sede da arquidiocese é a Sé Catedral de Santa Catarina, em Goa Velha. Sua Basílica Menor é a Basílica do Bom Jesus, em Goa.
Ao contrário dos Patriarcas das Igrejas de rito oriental, o título de Patriarca das Índias Orientais é meramente honorífico, estando sujeito ao Papa e usando o rito romano, tal como sucede com os Patriarcas de Veneza e de Lisboa, mas diferente destes e a exemplo do Patriarcado Latino de Jerusalém, o Patriarca das Índias Orientais não se torna Cardeal no primeiro consistório após a sua nomeação, sendo apenas arcebispo metropolitano.

## História
O Papa Clemente VII erigiu a Diocese de Goa a 31 de Janeiro de 1533, pela bula papal Romani Pontificis Circumspectio. A jurisdição da nova diocese estendia-se então desde o Cabo da Boa Esperança até à China e Japão. A 4 de Fevereiro de 1557, o Papa Paulo IV separou a Diocese de Goa da Província Eclesiástica de Lisboa e elevou-a a Arquidiocese Metropolitana, tendo por sufragâneas as dioceses de Cochim e Malaca. Com o decorrer do tempo outras dioceses foram incluídas na área Metropolitana de Goa: Macau, Funay no Japão, Cranganore e Meliapor na Índia, Nanquim e Pequim na China, Moçambique em África e ainda Damão.
Em 1572 o Papa Gregório XIII, por breve de 15 de Março, concedeu ao Arcebispo de Goa o título de Primaz do Oriente. A 23 de Janeiro de 1886, o Papa Leão XIII investiu o Arcebispo de Goa com o título de Patriarca das Índias Orientais, por meio da constituição apostólica Humanae Salutis Auctor. No mesmo ano a Arquidiocese de Cranganore foi dissolvida e o título anexado ao da Diocese de Damão, também ela por sua vez dissolvida em 1928 e anexada à Arquidiocese de Goa. Desde essa data, o arcebispo passou a ser chamado por Arcebispo de Goa e Damão, possuindo também as designações de Patriarca das Índias Orientais e Arcebispo Titular de Cranganore.
A 18 de Dezembro de 1961, a União Indiana invadiu os territórios de Goa, Damão e Diu e no ano seguinte o Arcebispo Patriarca Dom José Vieira de Alvernaz abandonou o território. Em 1965, o território de Diu foi confiado à Sociedade Missionária de São Francisco Xavier. A complexa questão da invasão da Índia Portuguesa, levou a que a Santa Sé apenas em 1975 tenha aceite a resignação do último Patriarca colocando a Arquidiocese de Goa diretamente subordinada à Santa Sé.
Pela Bula "Quoniam Archdioecesi" de 30 de Janeiro de 1978, o Papa Paulo VI nomeou o Rev. Bispo Raul Nicolau Gonçalves para Arcebispo de Goa e Damão com o título "ad honorem" de Patriarca das Índias Orientais. Pela Bula "Inter Gravissimas" de 12 de Dezembro de 2003, o Papa João Paulo II nomeou o Rev. Filipe Neri Ferrão como novo Arcebispo de Goa e Damão concedendo-lhe igualmente "ad honorem" o título de Patriarca. A atribuição do título de Patriarca não é obrigatória sendo uma prerrogativa do Santo Padre. Em 2006, o Papa Bento XVI elevou novamente Goa a arquidiocese metropolitana, com a Diocese de Sindhudurg como sua sufragânea.

## Lista de Patriarcas das Índias Orientais
|            | Nome                                      | Período     | Notas                                 |
| Patriarcas | Patriarcas                                | Patriarcas  | Patriarcas                            |
| ---------- | ----------------------------------------- | ----------- | ------------------------------------- |
| 7º         | Filipe Neri Cardeal do Rosário Ferrão     | 2004– atual | atual patriarca                       |
| 6º         | Raul Nicolau Gonçalves                    | 1978–2004   | primeiro goês patriarca               |
| 5º         | José Vieira Alvernaz                      | 1953–1975   | último patriarca do período português |
| 4º         | José da Costa Nunes                       | 1940–1953   | Depois cardeal                        |
| 3º         | Teotónio Emanuel Ribeira Vieira de Castro | 1929–1940   |                                       |
| 2º         | Mateus de Oliveira Xavier                 | 1909–1929   |                                       |
| 1º         | António Sebastião Valente                 | 1882-1908   | primeiro patriarca                    |